# Novyje Čerjomuški
Novyje Čerjomuški (in russo Новые Черемушки?) è una stazione della Metropolitana di Mosca, situata sulla Linea Kalužsko-Rižskaja. Fu inaugurata come segmento finale del ramo Kalužskij il 13 ottobre 1962, e per due anni funse da capolinea sud. Novyje Čerjomuški fu costruita secondo il design standard a tre arcate, con pilastri ricoperti in marmo rosato e mura piastrellate e segnate da due linee orizzontali di piastrelle rosso-marrone. Gli architetti furono M. Markovskij e A.Ryžkov.
Gli ingressi della stazione si trovano in via Profsojuznaja all'altezza dell'incrocio con via Garibaldi. La stazione sostiene un traffico quotidiano di utenti di 52.800 persone.